# Miguel Ángel Falasca
Miguel Ángel Falasca Fernández (Mendoza, 29 aprile 1973 – Varese, 22 giugno 2019) è stato un pallavolista e allenatore di pallavolo spagnolo.

## Biografia
Figlio di padre argentino (l'ex pallavolista Juan Carlos Falasca) e di madre spagnola e fratello maggiore del pallavolista Guillermo Falasca, nacque in Argentina trasferendosi in Spagna all'età di 16 anni a causa dell'instabilità economica del Paese sudamericano. Ebbe due figli, il maggiore di nome Daniel e la sorella Sara. All'età di 46 anni, mentre si trovava a Varese per partecipare al matrimonio del suo vice allenatore alla Pro Victoria, si spense prematuramente a causa di un arresto cardiaco.

## Carriera

### Giocatore

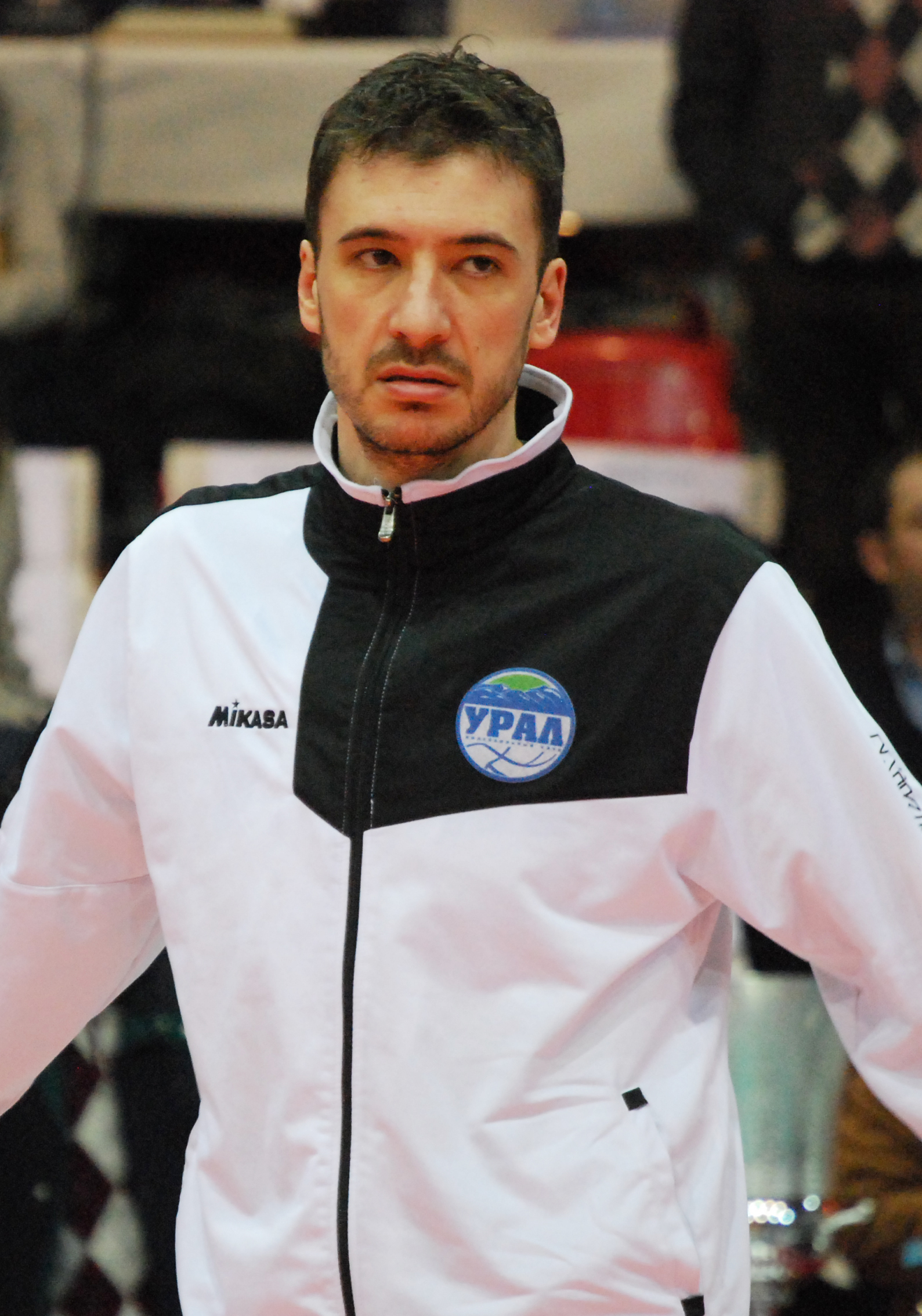
Falasca nel 2013

Dopo aver iniziato a giocare a pallavolo a 10 anni sulle orme paterne, Miguel Ángel Falasca si formò in un programma di giovani promesse della federazione spagnola, iniziando la carriera professionistica nel Calvo Sotelo con cui vinse la Coppa del Re 1996-97. Dopo una sola stagione si trasferì in Italia, ingaggiato dalla Zinella Bologna. La stagione seguente passò alla 4 Torri Ferrara. Nella stagione 2000-01 venne tesserato dal VT Roeselare, squadra militante nel massimo campionato belga, con cui vinse una Supercoppa belga e una Top Teams Cup, suo primo trofeo internazionale.
Ritornò per la stagione 2002-03 in Italia, giocando per la Daytona, prima di tornare in Spagna, e giocare per cinque stagioni nel Pòrtol, con cui vinse tre campionati spagnoli, due Coppe del Re e due Supercoppe spagnole.
Nel frattempo vinse, con la nazionale spagnola, l'European League 2007 e, a sorpresa, il campionato europeo dello stesso anno, battendo in finale i padroni di casa della Russia.
Nella stagione 2008-09 andò a giocare in Polonia, tra le file dello Skra Bełchatów con cui vinse tre campionati polacchi e tre Coppe di Polonia, perdendo, inoltre, due volte la finale del Campionato del mondo per club, contro gli italiani del Trentino e una volta la finale di Champions League, contro i russi dello Zenit-Kazan.
Nella stagione 2012-13 venne ingaggiato dall'Ural, squadra militante nel massimo campionato russo, ritirandosi a fine campionato.

### Allenatore
Dopo il ritiro intraprese la carriera di allenatore, andando ad allenare la sua ex-squadra, ovvero lo Skra Bełchatów. Con il club polacco conquistò uno scudetto, una Coppa di Polonia e una Supercoppa, prima dell'esonero avvenuto il 29 marzo 2016. Nello stesso anno venne nominato commissario tecnico della Rep. Ceca, dimettendosi dall'incarico nel giugno dell'anno successivo, e allenatore della formazione italiana del Milano in Superlega che guidò per due campionati.
Nell'annata 2018-19 allenò per la prima volta una formazione femminile, la Pro Victoria, nel massimo campionato italiano, guidandola alla conquista della Challenge Cup 2018-19. Al termine della stagione però, il 22 giugno 2019, morì prematuramente a soli 46 anni. Le cause del decesso sono attribuite ad un arresto cardiaco mentre si trovava a Varese insieme alla famiglia.

## Palmarès

### Club

#### Giocatore
- Campionato spagnolo: 3

2005-06, 2006-07, 2007-08
- Campionato polacco: 3

2008-09, 2009-10, 2010-11
- Coppa del Re: 3

1996-97, 2004-05, 2005-06
- Coppa di Polonia: 3

2008-09, 2010-11, 2011-12
- Supercoppa belga: 1

2000
- Supercoppa spagnola: 2

2005, 2007
- Top Teams Cup: 1

2001-02

#### Allenatore
- Campionato polacco: 1

2013-14
- Coppa di Polonia: 1

2015-16
- Supercoppa polacca: 1

2014
- Challenge Cup: 1

2018-19

### Nazionale (competizioni minori)
- Campionato europeo juniores 1992
- Universiade 1995
- European League 2005
- European League 2007
- European League 2009

### Premi individuali
- 2005 - Coppa CEV: Miglior palleggiatore
- 2007 - Supercoppa spagnola: MVP
- 2007 - Coppa del Mondo: Miglior palleggiatore
- 2009 - Coppa di Polonia: Miglior servizio
- 2009 - European League: Miglior palleggiatore
- 2012 - Coppa di Polonia: MVP
- 2012 - Coppa di Polonia: Miglior palleggiatore